# Alfred Allen Booth
Pour les articles homonymes, voir Booth.
Alfred Allen Booth, 1er baronnet (17 septembre 1872, Liverpool – 13 mars 1948, Londres), est un armateur britannique. 

## Famille
Riche armateur issu de la grande bourgeoisie commerçante de Liverpool, descendante de la petite noblesse, sa famille fonda la corporation « Alfred Booth & Company » à Liverpool en 1862; Sir Alfred Booth est aussi directeur de la Cunard Line. 
Nommé le 1er baronnet Booth d'Allerton Beeches (cr. 1916), son frère aîné, le célèbre réformateur social Charles Booth, refuse l'offre de vicomte pour entrer aux Lords du premier ministre Gladstone.
Le titre dévolue à son fils, Sir Philip Booth (1907–1960); son grand-fils, l'actuel baronnet, Sir Douglas Booth (né en 1949) habite à New York.